# Armorial de Budapest
Pour un article plus général, voir Armorial des localités de Hongrie.

## Armorial historique de Budapest
| Blason de Buda | Blason  | Inconnu. |
| Blason de Buda | Détails | Blason de Buda avant l'unification avec Pest et Óbuda. Sur le blason contemporain, Buda est représentée par l'écu de gueules, le meuble de son blason, ainsi que l'une des deux portes du château. Officiel |

| Blason de Pest | Blason  | Inconnu. |
| Blason de Pest | Détails | Blason de Pest avant l'unification avec Buda et Óbuda. Sur le blason contemporain, Pest est symbolisée par le meuble principal de son blason, ainsi que la reprise de l'azur pour les portes. Officiel |

| Blason de Óbuda | Blason  | Inconnu. |
| Blason de Óbuda | Détails | Blason d'Óbuda avant l'unification avec Buda et Pest. Sur le blason contemporain, Óbuda est symbolisée par une seconde porte ajoutée au château de Buda. Officiel |

| Blason de Budapest | Blason  | De gueules à la fasce ondée d'argent accompagnée en chef d'une forteresse crénelée sommée d'une tourelle crénelée et couverte d'or, maçonnée de sable, ouverte d'azur, et en pointe d'un château crénelé sommé de trois tourelles couvertes d'or, ouvert de deux portes d'azur. |
| Blason de Budapest | Détails | Officiel |
| Blason de Budapest | Alias   | Blasonnement inconnu Blason avec les ornements. |

## Armorial des arrondissements de Budapest
| Blason de 1er arrondissement | Blason  | De gueules à un château crénelé sommé de trois tourelles couvertes d'or, ouvert d'une porte de gueules. |
| Blason de 1er arrondissement | Détails | Officiel                                                                                                |

| Blason de 2e arrondissement | Blason  | Inconnu. |
| Blason de 2e arrondissement | Détails | Officiel |

| Blason de 3e arrondissement | Blason  | Inconnu. |
| Blason de 3e arrondissement | Détails | Officiel |

| Blason de 4e arrondissement | Blason  | De gueules à une ancre d'or |
| Blason de 4e arrondissement | Détails | Officiel                    |

| Blason de 5e arrondissement | Blason  | Inconnu. |
| Blason de 5e arrondissement | Détails | Officiel |

| Blason de 6e arrondissement | Blason  | Inconnu. |
| Blason de 6e arrondissement | Détails | Officiel |

| Blason de 7e arrondissement | Blason  | Inconnu. |
| Blason de 7e arrondissement | Détails | Officiel |

| Blason de 8e arrondissement | Blason  | Inconnu. |
| Blason de 8e arrondissement | Détails | Officiel |

| Blason de 9e arrondissement | Blason  | Inconnu. |
| Blason de 9e arrondissement | Détails | Officiel |

| Blason de 10e arrondissement | Blason  | Inconnu. |
| Blason de 10e arrondissement | Détails | Officiel |

| Blason de 11e arrondissement | Blason  | Inconnu. |
| Blason de 11e arrondissement | Détails | Officiel |

| Blason de 12e arrondissement | Blason  | Inconnu. |
| Blason de 12e arrondissement | Détails | Officiel |

| Blason de 13e arrondissement | Blason  | Inconnu. |
| Blason de 13e arrondissement | Détails | Officiel |

| Blason de 14e arrondissement | Blason  | Inconnu. |
| Blason de 14e arrondissement | Détails | Officiel |

| Blason de 15e arrondissement | Blason  | Inconnu. |
| Blason de 15e arrondissement | Détails | Officiel |

| Blason de 16e arrondissement | Blason  | Inconnu. |
| Blason de 16e arrondissement | Détails | Officiel |

| Blason de 17e arrondissement | Blason  | Inconnu. |
| Blason de 17e arrondissement | Détails | Officiel |

| Blason de 18e arrondissement | Blason  | Inconnu. |
| Blason de 18e arrondissement | Détails | Officiel |

| Blason de 19e arrondissement | Blason  | Inconnu. |
| Blason de 19e arrondissement | Détails | Officiel |

| Blason de 20e arrondissement | Blason  | Inconnu. |
| Blason de 20e arrondissement | Détails | Officiel |

| Blason de 21e arrondissement | Blason  | Inconnu. |
| Blason de 21e arrondissement | Détails | Officiel |

| Blason de 22e arrondissement | Blason  | Inconnu. |
| Blason de 22e arrondissement | Détails | Officiel |

| Blason de 23e arrondissement | Blason  | Inconnu. |
| Blason de 23e arrondissement | Détails | Officiel |